# Сяка (комуна, Телеорман)
Сяка (рум. Seaca) — комуна у повіті Телеорман в Румунії. До складу комуни входять такі села (дані про населення за 2002 рік):
- Неводарі (1128 осіб)
- Сяка (1731 особа) — адміністративний центр комуни

Комуна розташована на відстані 112 км на південний захід від Бухареста, 32 км на південний захід від Александрії, 117 км на південний схід від Крайови.

## Населення
За даними перепису населення 2002 року у комуні проживали 2859 осіб.
Національний склад населення комуни:
| Національність | Кількість осіб | Відсоток |
| -------------- | -------------- | -------- |
| румуни         | 2532           | 88,6%    |
| цигани         | 327            | 11,4%    |

Рідною мовою назвали:
| Мова      | Кількість осіб | Відсоток |
| --------- | -------------- | -------- |
| румунська | 2736           | 95,7%    |
| циганська | 122            | 4,3%     |
| угорська  | 1              | < 0,1%   |

Склад населення комуни за віросповіданням:
| Релігія       | Кількість осіб | Відсоток |
| ------------- | -------------- | -------- |
| православні   | 2783           | 97,3%    |
| адвентисти    | 69             | 2,4%     |
| п'ятдесятники | 2              | 0,1%     |
| не релігійні  | 2              | 0,1%     |
| атеїсти       | 1              | < 0,1%   |

## Зовнішні посилання
- Дані про комуну Сяка на сайті Ghidul Primăriilor